# 1068

## Evenimente
- 1 ianuarie: Evdochia Makrembolitissa, regenta Bizanțului, se căsătorește cu generalul Romanos Diogenes (originar din Cappadocia), care trece astfel la conducerea imperiului (sub numele de Roman al IV-lea.
- ianuarie-februarie: Regele William I al Angliei cucerește Exeter de la răsculații saxoni, după un scurt asediu; în continuare, supune Devon și mai multe localități din Cornwall.
- 4 aprilie: Depunerea contelui de Anjou Geoffroi al III-lea "le Barbu"; noul conte, fratele său Foulque Rechin cedează Gâtinais regelui Filip I al Franței, care îl anexează domeniului regal.
- 5 august: Normandul Robert I Guiscard începe asedierea orașului Bari, deținut de bizantini în Italia de sud.
- 15 septembrie: Înfrânt de cumani pe râul Alta, cneazul Iziaslav al Kievului este îndepărtat temporar de la conducerea cnezatului și înlocuit de cneazul Vzeslav al Polotskului (aflat în acel moment închis la Kiev).
- 1 noiembrie: Cneazul de Chernigov, Sviatoslav al II-lea, îi înfrânge pe cumani pe râul Snova.
- 20 noiembrie: Romanos Diogenes obține o victorie asupra musulmanilor în dreptul orașului Hieropolis (astăzi, Manbij), în Siria; în continuare, străbate Taurus și ajunge în regiunea Galatia, fără însă a putea să ocupe Amorium.
- 10 decembrie: Sultanul selgiucid Alp Arslan, în alianță cu regele armean Gurgen al II-lea din Lorri, cu Agshartan I suveranul Kakhetiei și cu emirul de Tbilisi, întreprinde o campanie victorioasă împotriva regelui Bagrat al IV-lea al Georgiei; provinciile Kartli și Argvetia sunt devastate.

### Nedatate
- Normanzii conduși de Roger de Hauteville, sprijiniți de flota pisană, obțin o victorie la Misilmeri (în Sicilia) asupra emirului de Palermo.
- Regele Ly Thanh Tong din Vietnam repurtează o victorie asupra regatului Champa, extinzîndu-și stăpânirile, moment cunoscut ca "marșul către sud" (Nam Tien).
- Ungurii îi înfrâng pe pecenegi la Chiraleș, județul Bistrița-Năsăud.

## Înscăunări
- 1 ianuarie: Romanos Diogenes, împărat al Bizanțului (1068-1071).
- 29 martie: Somesvara al II-lea, rege al statului indian Chalukya apuseană (1068-1076).
- 4 aprilie: Foulques al IV-lea Rechin, conte de Anjou (1068-1109).
- 22 mai: Go-Sanjo, împărat al Japoniei (1068-1072)

## Nașteri
- Henric I Beauclerc, rege al Angliei (d. 1135)
- Haakon Magnusson, rege al Norvegiei (d. 1095)

## Decese
- 29 martie: Someshvara I, rege al statului Chalukya apuseană din India de sud (n. ?)
- 22 mai: Go-Reizei, împăratul Japoniei (n. 1025)